# Margareta Wöss
Margareta Wöss, auch Margarete, geborene Gnad (* 8. Juni 1921 in Wien; † 25. Dezember 1999 ebenda) war eine österreichische Musikwissenschaftlerin und Kulturmanagerin.

## Leben
Margareta Wöss studierte am Konservatorium der Stadt Wien und an der Wiener Musikakademie 1941 bis 1943 Klavier und Cembalo bei Bruno Seidlhofer sowie Musikwissenschaften, Germanistik und Kunstgeschichte an der Universität Wien, wo sie 1947 zum Dr. promovierte. Anschließend war sie als Universitätsassistentin am Institut für Musikwissenschaft der Uni Wien tätig und von 1951 bis 1954 Dozentin für Germanistik und Musikwissenschaft an der Universität Tokio. Anschließend war sie Musikschriftstellerin und Musikkritikerin.
Von 1962 bis 1987 leitete sie die Musikdirektion der Stadt Linz und des Brucknerhauses Linz, an dessen Gründung und Aufbau sie neben Direktor Horst Stadlmayr maßgeblich beteiligt war.
Sie war mit dem Dirigenten Kurt Wöss verheiratet. Sie wurde am Hernalser Friedhof bestattet. Beider Tochter ist die Japanologin und Zen-Meditations-Lehrerin Fleur Sakura Wöss.

## Auszeichnungen
- Kulturmedaille der Stadt Linz
- Österreichisches Ehrenkreuz für Wissenschaft und Kunst
- Silberne Rose der Wiener Philharmoniker
- Walk of Fem in Linz[2]

## Veröffentlichungen
- Richard Strauss, Zwei unveröffentlichte Briefe, in: Vierteljahreszeitschrift für Musikerziehung, o.J, Seite 8 bis 10
- Chopin, Lenau, Schumann, in: Österreichische Musikzeitschrift, Oktober 1949, Seite 279 bis 282
- Musikerziehung in Japan, in: Musikerziehung, Zeitschrift zur Erneuerung der Musikpflege, 6. JG, 1952/53, Heft 4, Juni 1953, Österreichischer Bundesverlag, Seite 387 bis 389
- Musik, in: Linzer Kulturhandbuch, 1965, Seite 51 bis 98
- Zahlreiche Programmhefte zu Konzerten im Linzer Brucknerhaus, Archiv Linzer Brucknerhaus